# Przygody dobrego wojaka Szwejka
Przygody dobrego wojaka Szwejka podczas wojny światowej lub Losy dobrego żołnierza Szwejka czasu wojny światowej (cz. Osudy dobrého vojáka Švejka za světové války) – antywojenna powieść czeskiego pisarza Jaroslava Haška, której bohaterem jest Józef Szwejk z Królewskich Vinohradów w Pradze, sprzedawca psów i pucybut porucznika Lukasza.

## Historia książki
Szwejk pojawił się w humoreskach Haška już w 1911, które wydane zostały rok później jako Dobry wojak Szwejk i inne osobliwe historyjki (Dobrý voják Švejk a jiné podivné historky). Utwory te są antyaustriacką i antywojskową satyrą.
Podczas pobytu w Kijowie Hašek powrócił do stworzonego przez siebie bohatera i w 1917 został wydany Dobry wojak Szwejk w niewoli (Dobrý voják Švejk v zajetí). Krytyka Austro-Węgier jest tu ostrzejsza niż we wcześniejszych humoreskach, gdyż Hašek nie musiał obawiać się austriackiej cenzury; ponadto utwór spełniał rolę agitacyjno-polityczną jako ulotka skierowana do rodaków. Kijowska wersja przygód Szwejka jest już zarysem powieści napisanej po wojnie, znacznie się jednak jeszcze od niej różni.
W 1921 Hašek opublikował w Czechosłowacji pierwszy tom powieści Przygody dobrego wojaka Szwejka podczas wojny światowej. Pomimo popularności wśród czytelników, krytyka czeska chłodno przyjęła książkę, która doceniona została dopiero w Niemczech. Autor nie dokończył książki, gdyż pisanie czwartego tomu przerwała śmierć w 1923.
Zaraz po śmierci Haška wydawca „Szwejka” zlecił kontynuację przygód praskiemu dziennikarzowi i satyrykowi, Karelowi Vańkowi. Vaněk powieść dokończył, jednak jego wkład w książkę nie zdobył szerszego uznania.

## Książka a fakty
Powieść Haška jest w dużej mierze książką opartą na faktach i doświadczeniach autora i jego przyjaciół. Prawdziwe jest nie tylko tło historyczne i geograficzne oraz realia dotyczące ówczesnej Pragi. Zdecydowana większość niehistorycznych bohaterów książki (a może nawet wszyscy) miała swoje pierwowzory w rzeczywistości, nierzadko obdarzone tymi samymi nazwiskami. Można też założyć, że część anegdot występujących w powieści wydarzyła się naprawdę, a większość z nich była gdzieś opowiedziana Haszkowi. Zdarzało się, iż po publikacji książki jej bohaterowie kontaktowali się z autorem, by wyrazić swoje pretensje, uwagi bądź podziękowanie.

### Pierwowzór Szwejka
Uważa się, że Dobry Wojak jest kompilacją charakteru i przygód zarówno autora (przygody) oraz jego towarzysza broni Františka Strašlipki (charakter, szczególnie skłonności do opowiadania anegdot). Natomiast nazwisko i wygląd Szwejka Hašek zapożyczył od swego piwnego kompana Švejka Józefa Juniora – szewca i pedicurzysty, syna Švejka Józefa, który był dozorcą domu mieszczącego m.in. słynną gospodę „U Kalicha”.

### Hašek jako bohater książki
Wiele z przygód spotykających Szwejka w książce istotnie opiera się na doświadczeniach Haška (handel psami, ulubione gospody, pobyt w szpitalu dla psychicznie chorych). Jednak uznaje się, że autor najlepiej sportretował sam siebie poprzez postać jednorocznego ochotnika Marka. Dzieli on z Haškiem zarówno anarchizująco-cyniczne poglądy na świat, jak i część przygód (szczególnie bycie redaktorem Świata Zwierząt i wszystkie związane z tym przygody). Dodatkową wskazówką jest opisywanie dziejów batalionu właśnie przez Marka. Ponadto Hašek miał przyjaciela, Karela Marka, który stanowił pierwowzór jednorocznego ochotnika.

## Ilustracje Josefa Lady
Wizerunek głównego bohatera na długie dziesięciolecia ukształtowały ilustracje w wykonaniu Josefa Lady. Dla wielu stały się wręcz nieodłączną częścią dzieła.
Rysunki do pierwszego wydania zeszytowego z 1921 powstały po konsultacjach z Haškiem. Natomiast te najbardziej znane cykle ilustracji Lada rysował od nowa po śmierci pisarza w latach 1923–1925. Stworzył wówczas zupełnie nowy wizerunek bohatera – prostodusznego, łysego, grubego piwosza.

## Popularność na świecie
Opowieść o przygodach Szwejka zdobyła ogromną popularność na całym świecie – wydana została w 57 językach.
Najbardziej znany polski przekład zatytułowany Przygody dobrego wojaka Szwejka podczas wojny światowej jest autorstwa Pawła Hulki-Laskowskiego z 1929. Mariusz Szczygieł określił je mianem „przestępstwa dokonanego na tej epopei”. Czeskie słowo voják (czyli „żołnierz”) w tym klasycznym tłumaczeniu oddano poprzez nacechowane określenie „wojak”, brzmiące jak słowo czeskie, choć stylistycznie nieodpowiadające oryginałowi. Czeskie określenie nie zawiera bowiem żartobliwego zabarwienia.
W 1991 ukazało się tłumaczenie Józefa Waczkowa pt. Dole i niedole dzielnego żołnierza Szwejka, mające – według tłumacza – przybliżyć ironię oryginału zamiast stworzonej przez Hulkę-Laskowskiego atmosfery dobroduszności. Jednak przekład ten nie spotkał się z uznaniem wśród wielbicieli powieści.
W 2009 ukazał się w wydawnictwie Znak trzeci przekład autorstwa Antoniego Kroha, zatytułowany Losy dobrego żołnierza Szwejka czasu wojny światowej.
Przygody Szwejka stały się podstawą wielu utworów literackich, w większości pastiszy. W latach czterdziestych w Niemczech powstała sztuka Bertolta Brechta Szwejk podczas II wojny światowej, zaś londyńskie emigracyjne Wiadomości Polskie, Polityczne i Literackie publikowały satyryczne komentarze polityczne Wacława Solskiego „Opowieści o Szwejku”. Podobieństwem do Szwejka naznaczona jest powieść Władimira Wojnowicza Życie i niezwykłe przygody żołnierza Iwana Czonkina, a nawet Paragraf 22 Josepha Hellera. Natomiast w Czechach w 1992 Josef Marek wydał powojenną kontynuację przygód Dobrego Wojaka w realnym socjalizmie (Osudy dobrého Švejka po druhé světové válce).
Na całym świecie książka Haška, która zyskała status „kultowej”, stała się też podstawą powstania tzw. ruchu szwejkologicznego – żartobliwego towarzystwa propagującego popularyzację książki i „szwejkowego” sposobu na życie. Wybitnym polskim „szwejkologiem” jest dziennikarz Leszek Mazan. W Sanoku nadano nazwę „Zaułek Józefa Szwejka” uliczce, przy której w czasach Szwejka mieścił się dom publiczny. 6 maja 2006 burmistrz Czeskich Budziejowic, prezydent miasta Przemyśla oraz prezes przemyskiego Stowarzyszenia Przyjaciół Dobrego Wojaka Szwejka Jan Hołówka odsłonili uroczyście w Przemyślu tablicę z nazwą nowej ulicy „Zaułek Wojaka Szwejka”.

## Adaptacje
Na kanwie „Szwejka” powstało też wiele filmów. Pierwszy, autorstwa Karela Lamača, już w 1926.
Najbardziej znaną do dziś jest dwuczęściowa wersja Karela Steklego z Rudolfem Hrušínskim w roli tytułowej: Dobry wojak Szwejk (1957) i Melduję posłusznie, że znowu tu jestem! (1958).
Dwa lata wcześniej powstała animowana wersja „Przygód” w reżyserii Jiříego Trnki.
W Polsce powstały w latach 90. ekranizacje telewizyjne, w których w postać Szwejka wcielił się Jerzy Stuhr.
W latach siedemdziesiątych w Austrii nakręcono serial złożony z 13 godzinnych odcinków, a którym Szwejka grał Fritz Muliar.

## Galeria

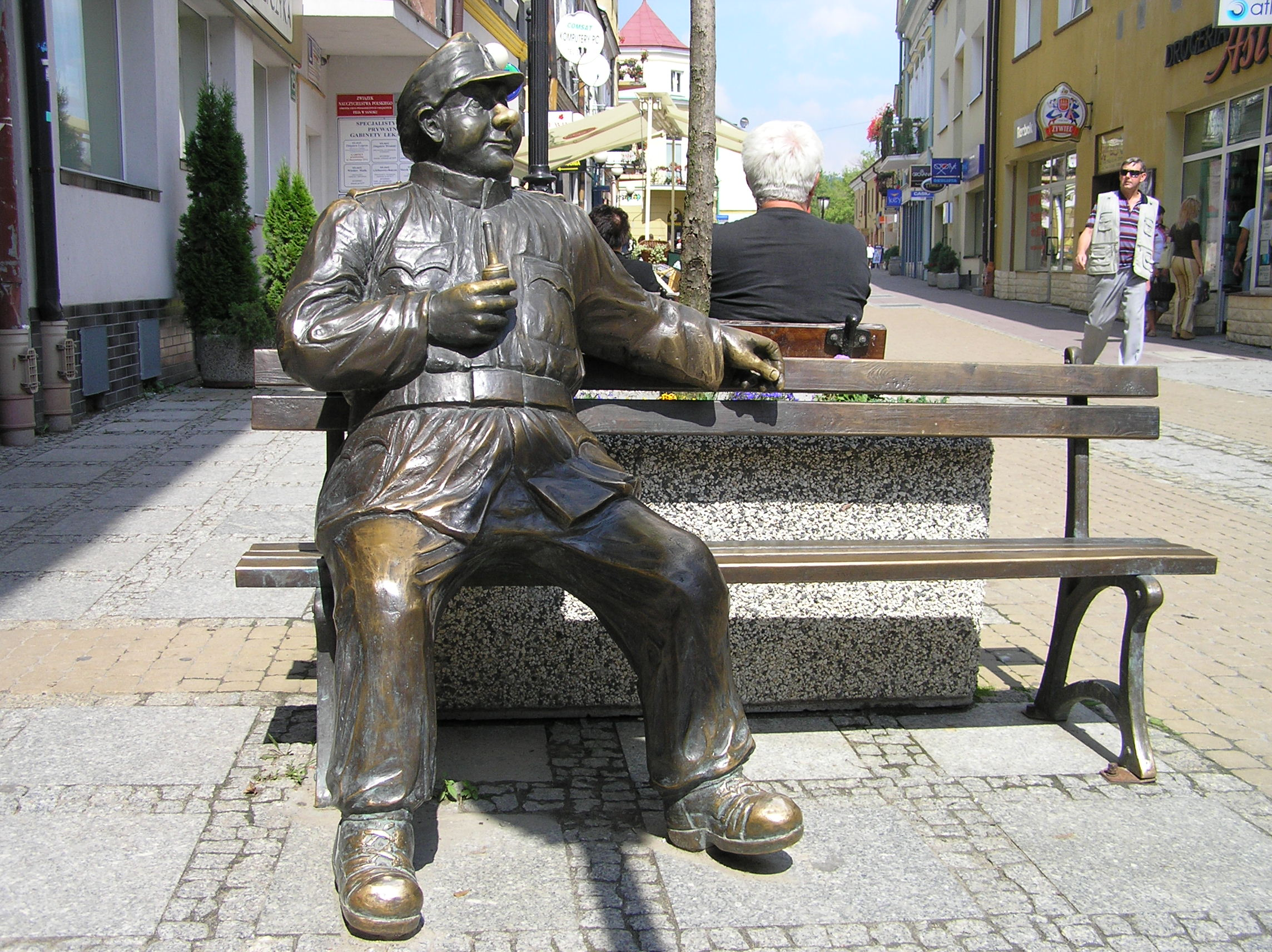
Ławeczka Szwejka w Sanoku (2006)
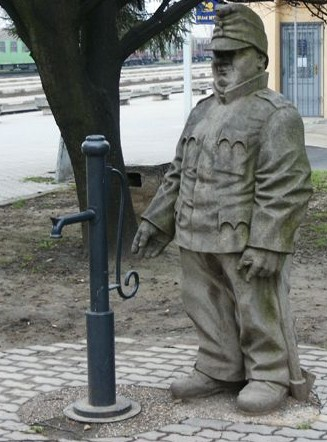
Pomnik Szwejka w Humenném na Słowacji (2006)
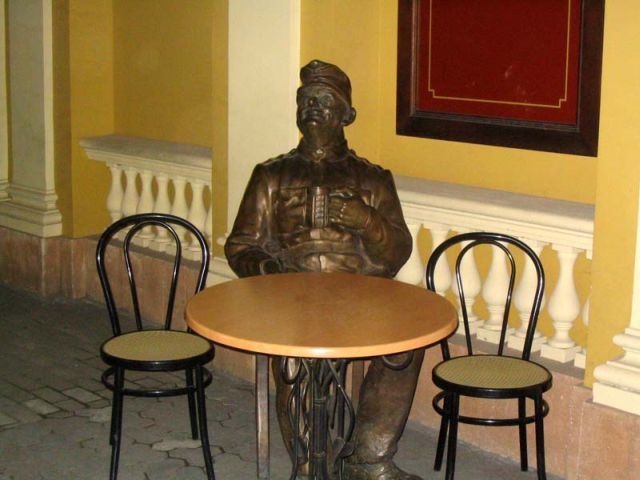
Figura Szwejka w Kawiarni Wiedeńskiej we Lwowie na Ukrainie (2004)
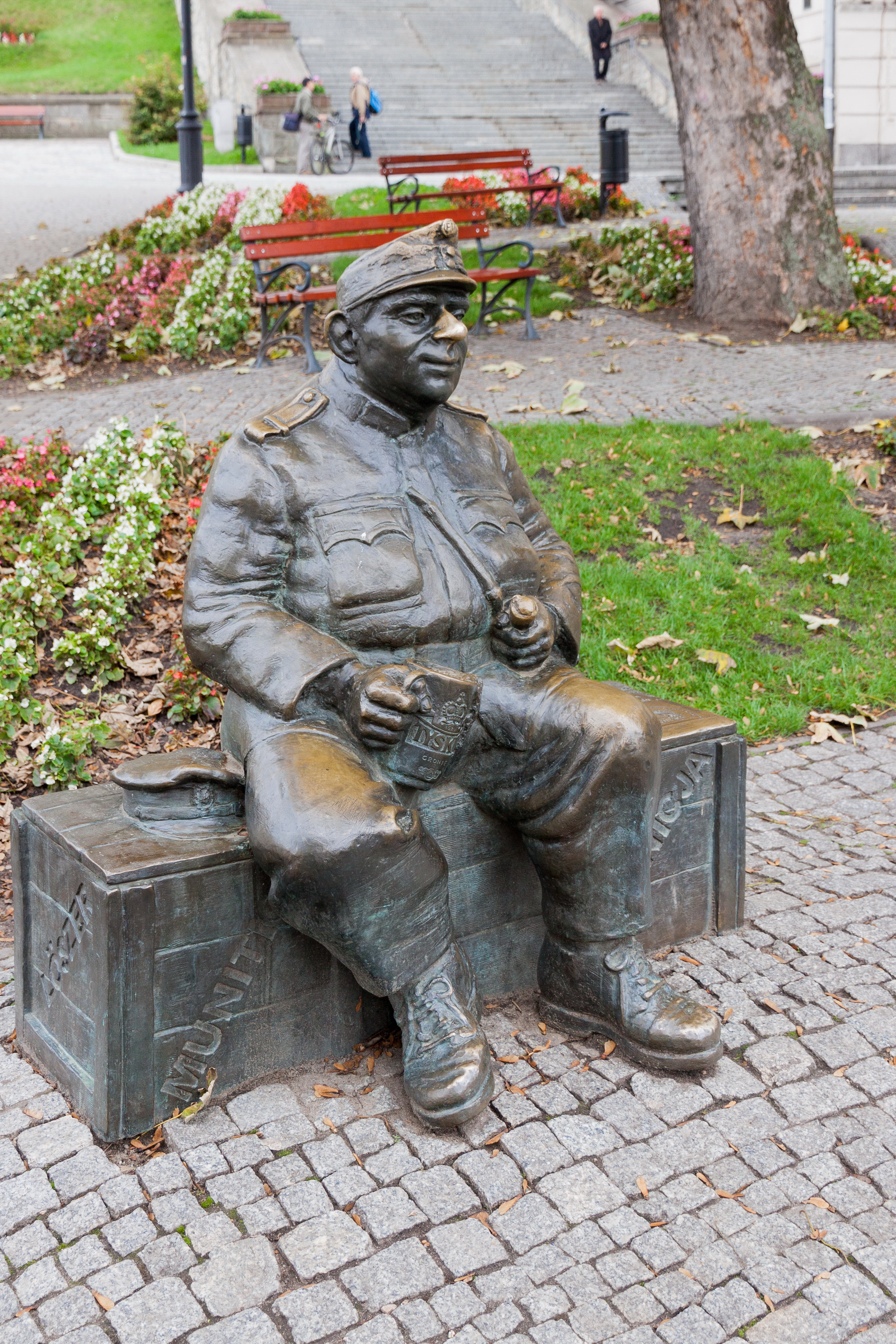
Ławeczka Szwejka w Przemyślu (2008)
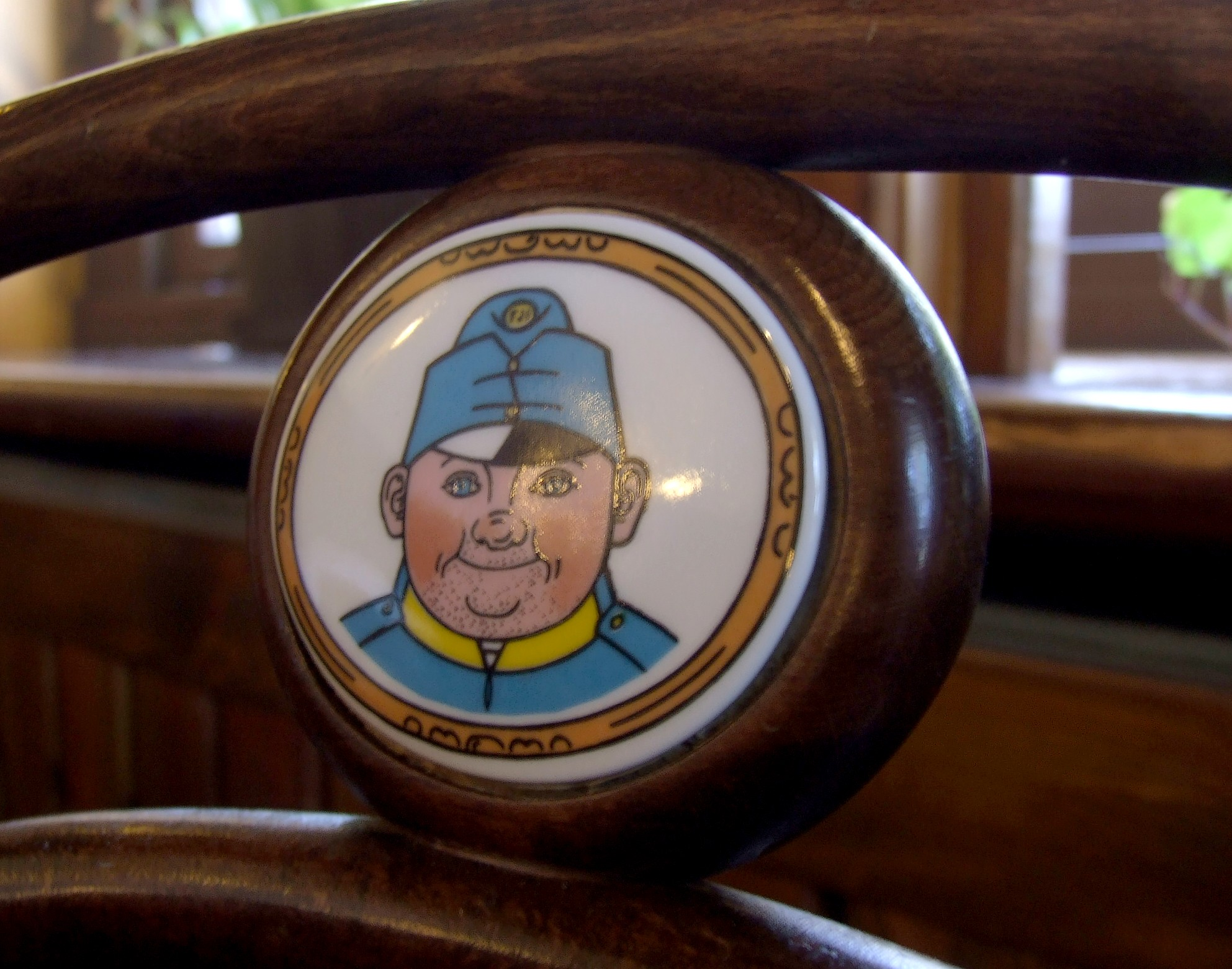
Ilustracja Josefa Lady wykorzystana na krzesłach piwiarni w Pradze (2006)
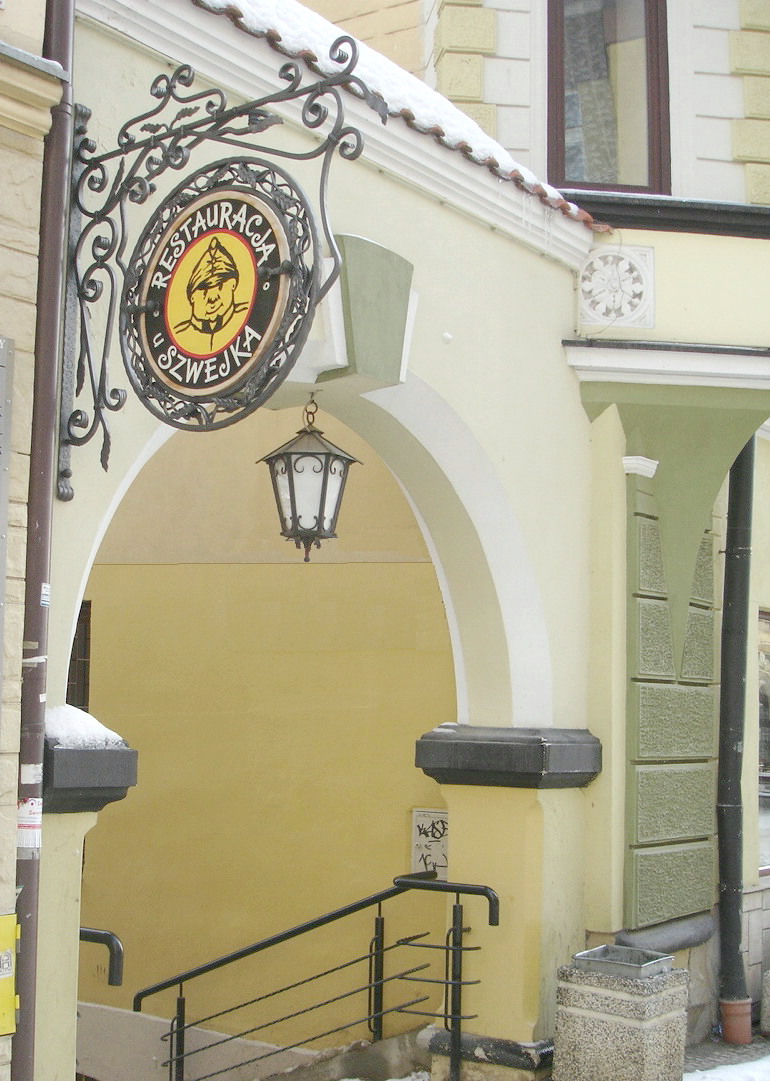
Knajpa „szwejkologów” pod Bramą Węgierską w Sanoku (2005)
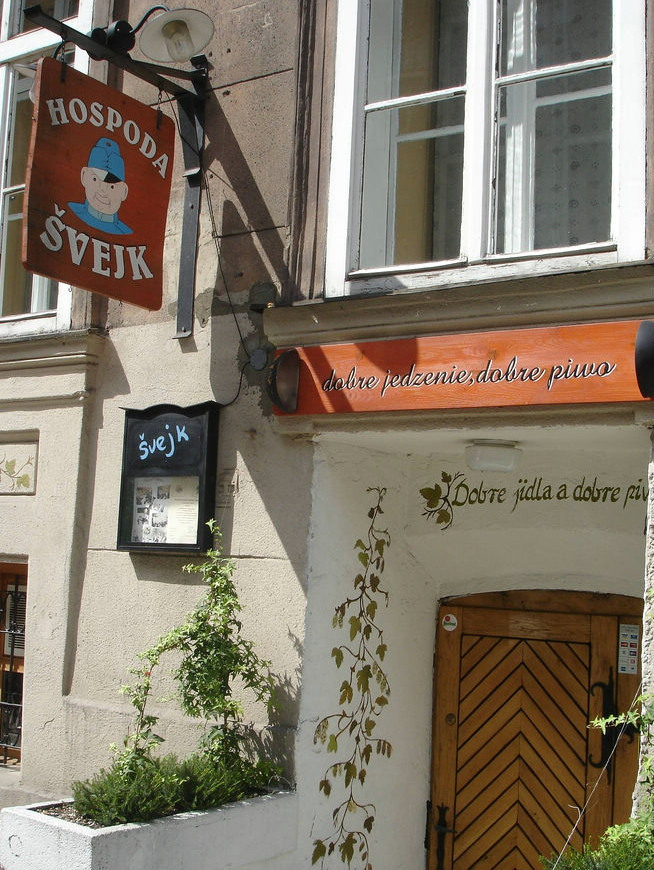
Knajpa „szwejkologów” w Bielsku-Białej (2005)
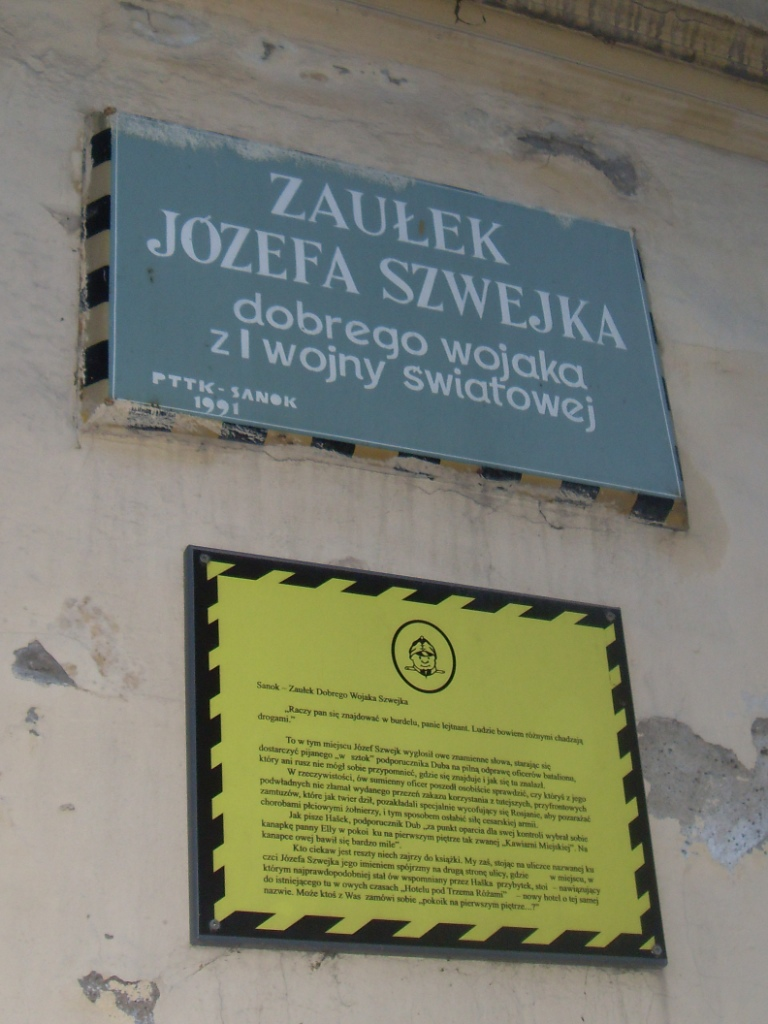
Zaułek Dobrego Wojaka Szwejka w Sanoku (2010)
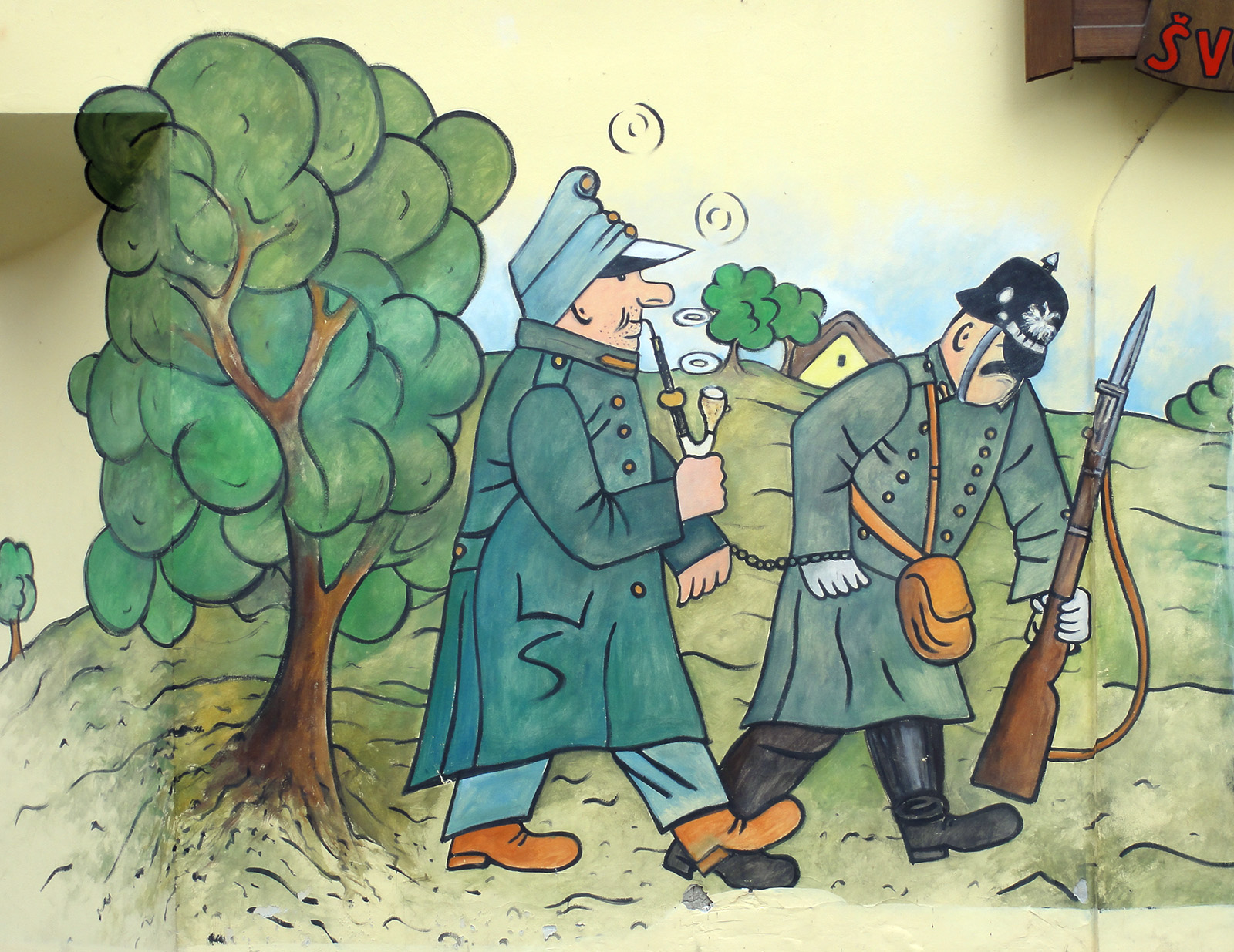
Mural na ścianie restauracji „Szwejk” w Pradze (2012)
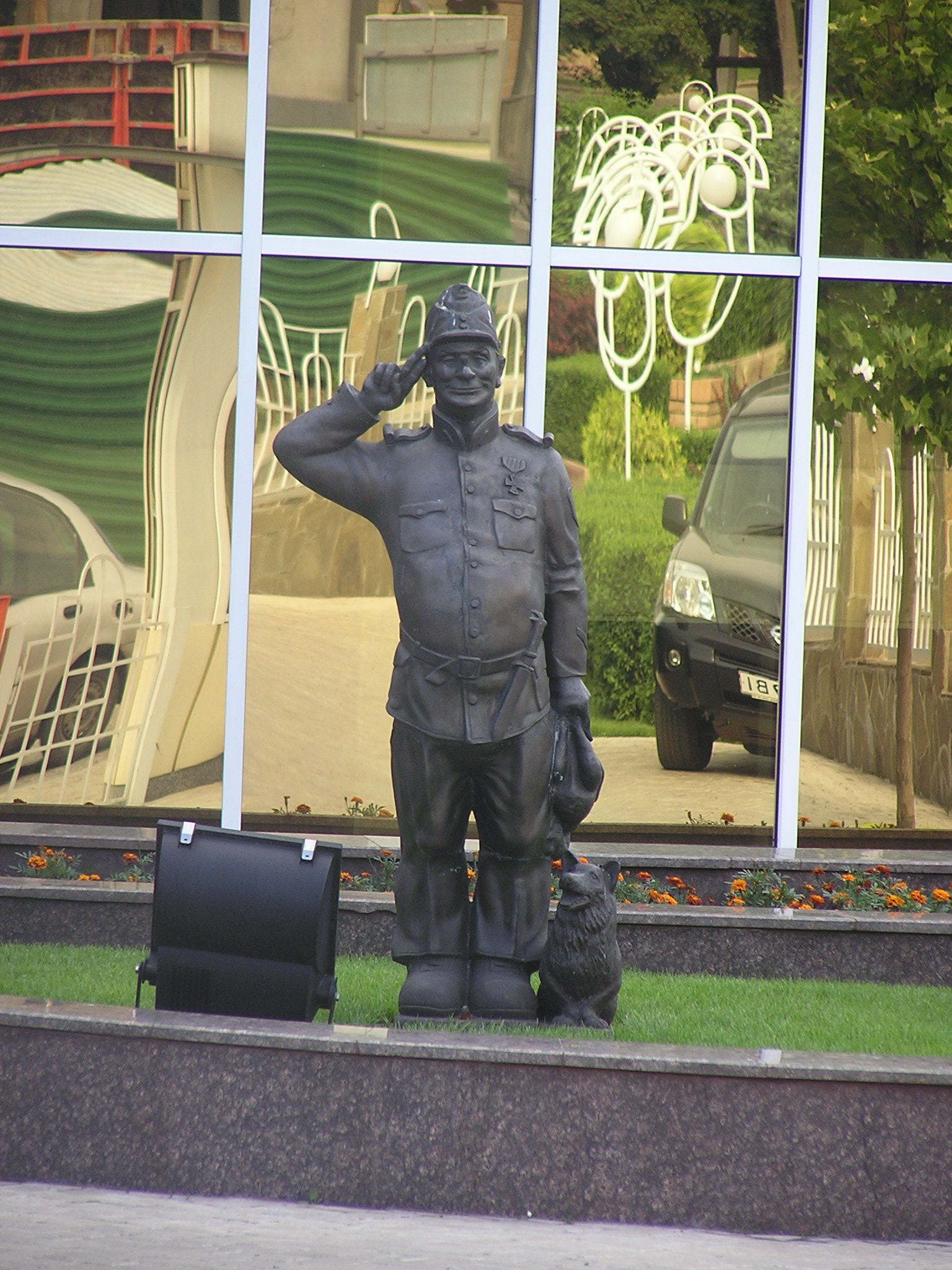
Pomnik Szwejka w Doniecku na Ukrainie (2008)
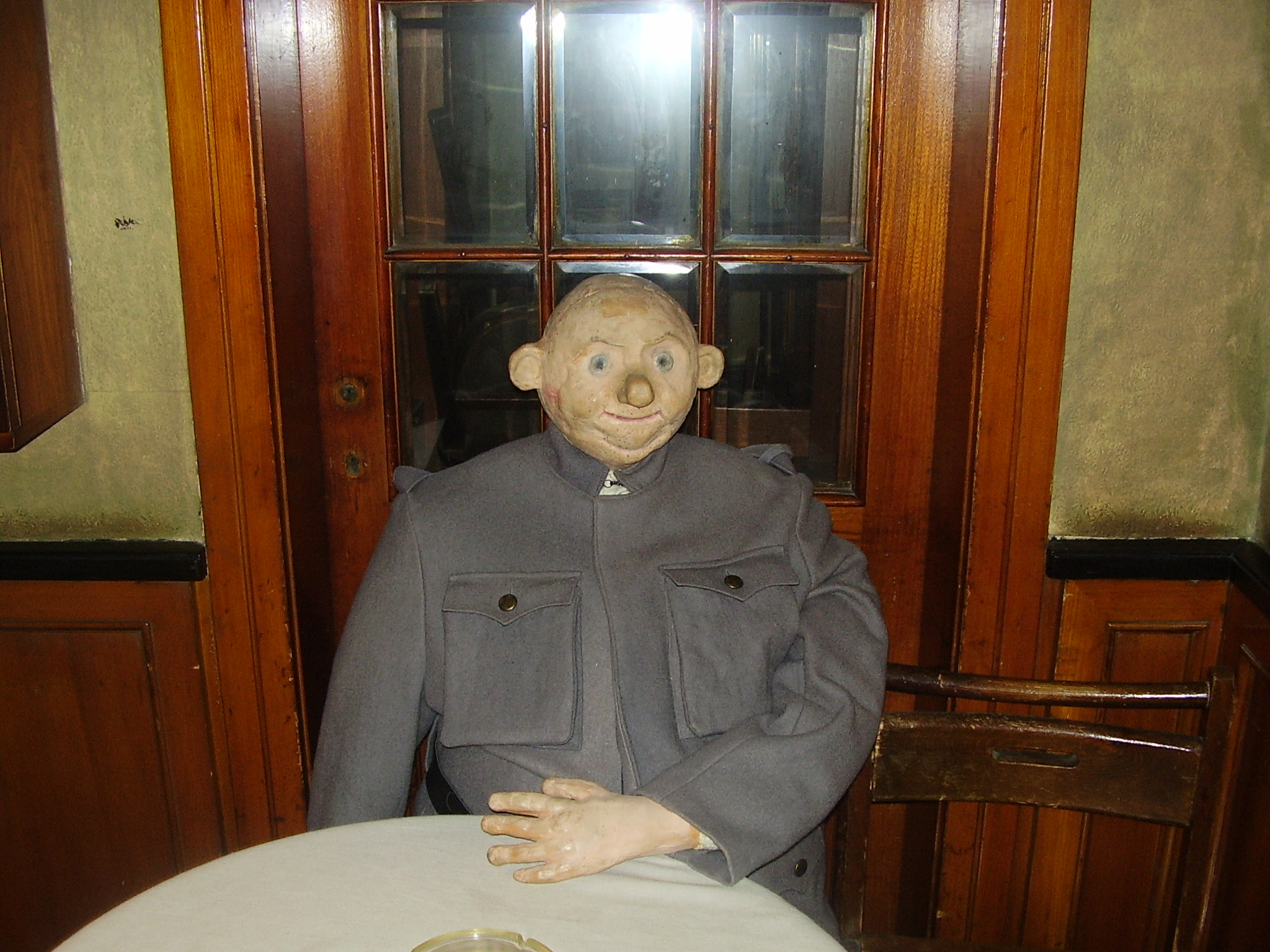
Józef Szwejk w mundurze armii Austro-Węgier (2006)
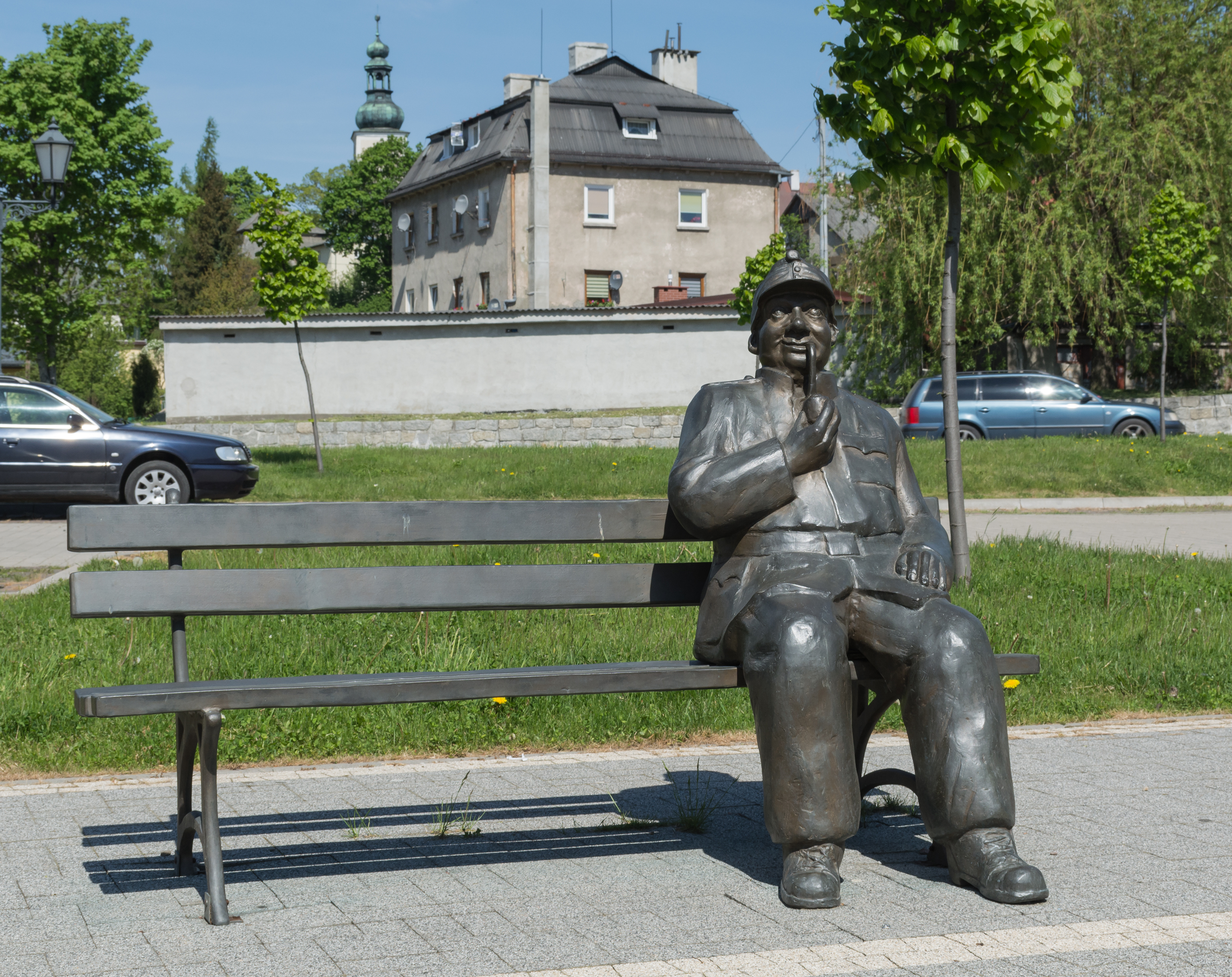
Ławeczka Szwejka w Szczytnej
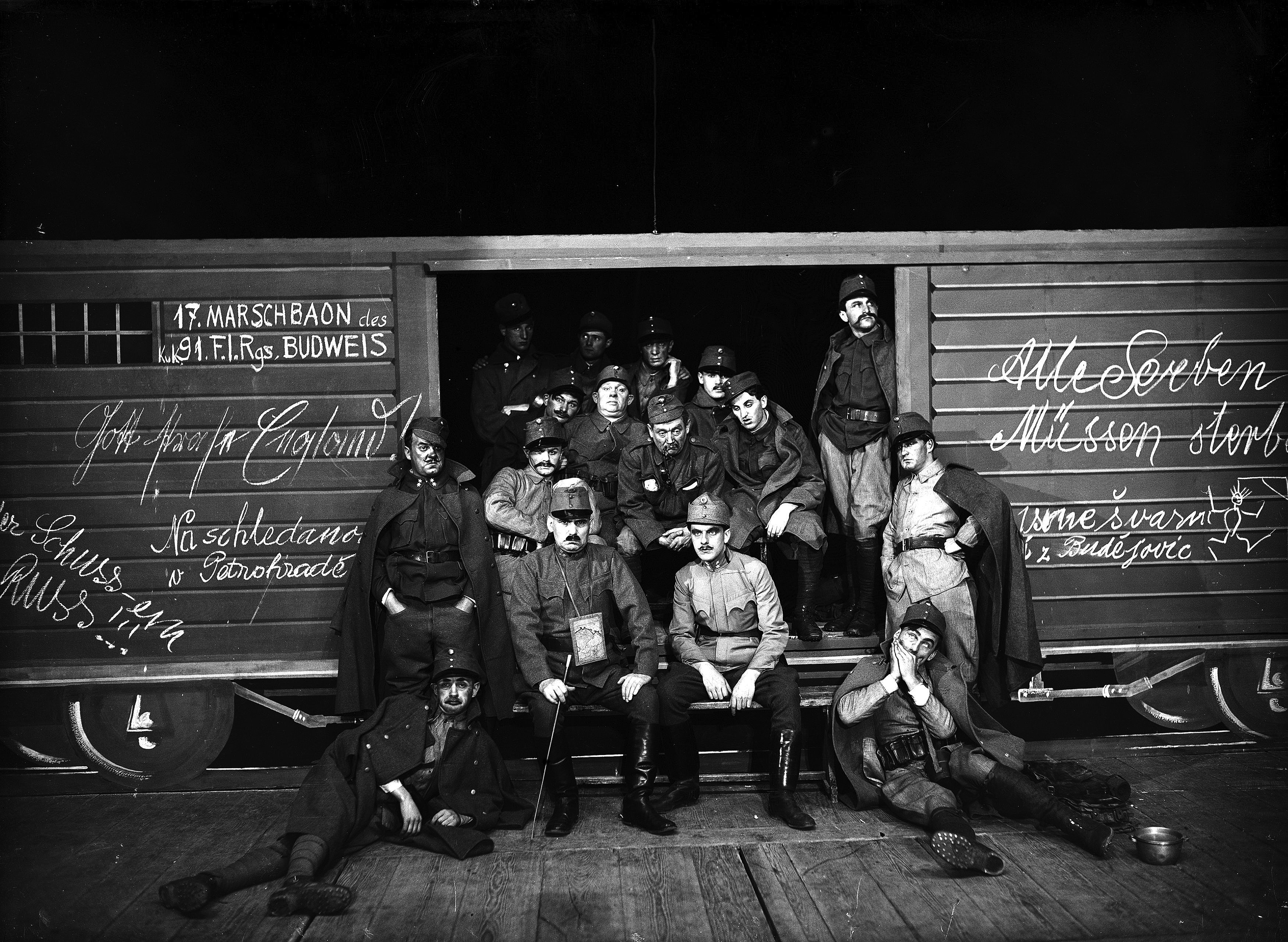
Spektakl „Szwejk” w Teatrze im. Juliusza Słowackiego w Krakowie, 1930 r.
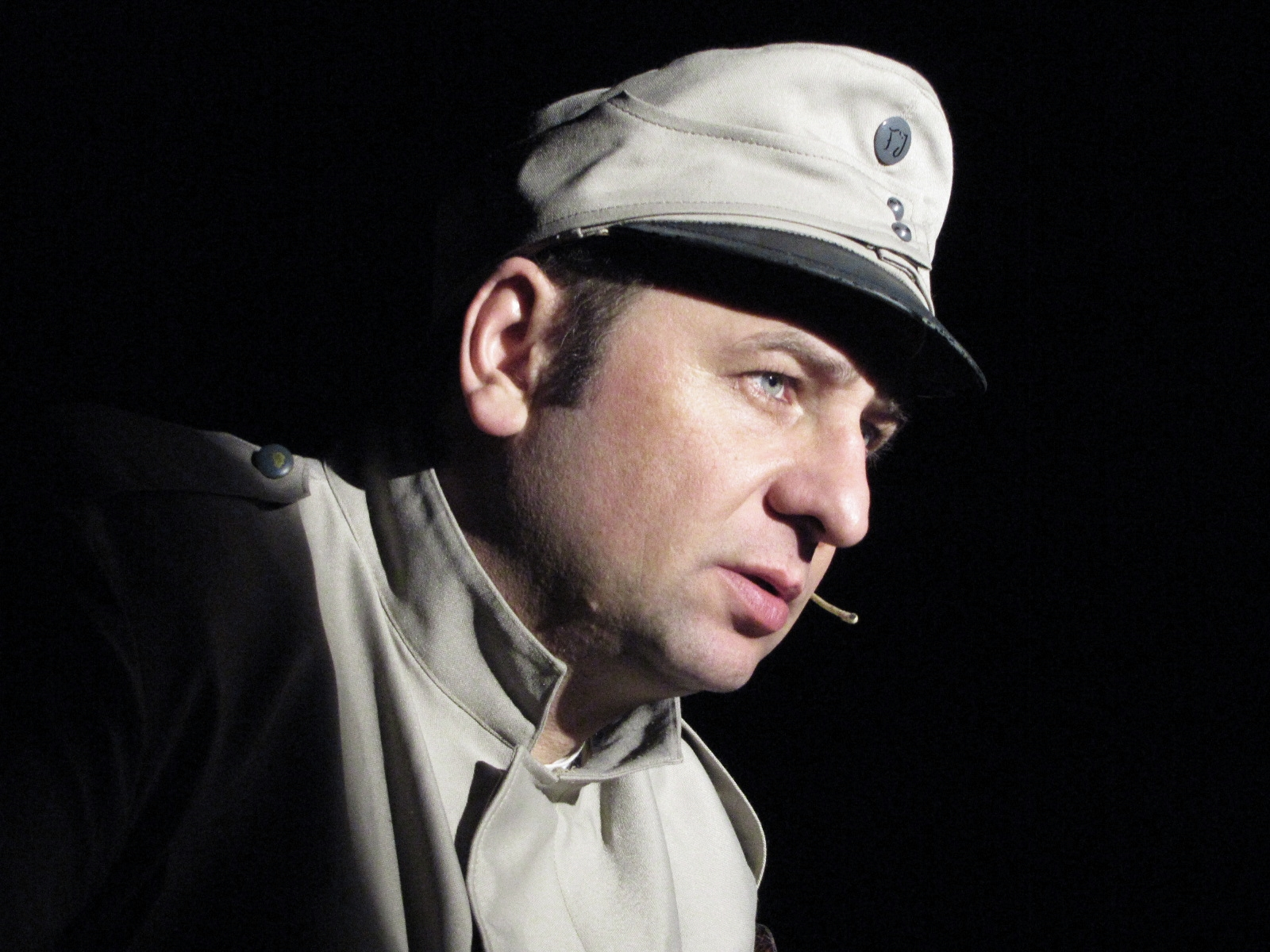
Grzegorz Halama jako Szwejk w spektaklu pt. „Szwejk” w Teatrze Polskim w Bielsku-Białej